# Arquitectura balinesa

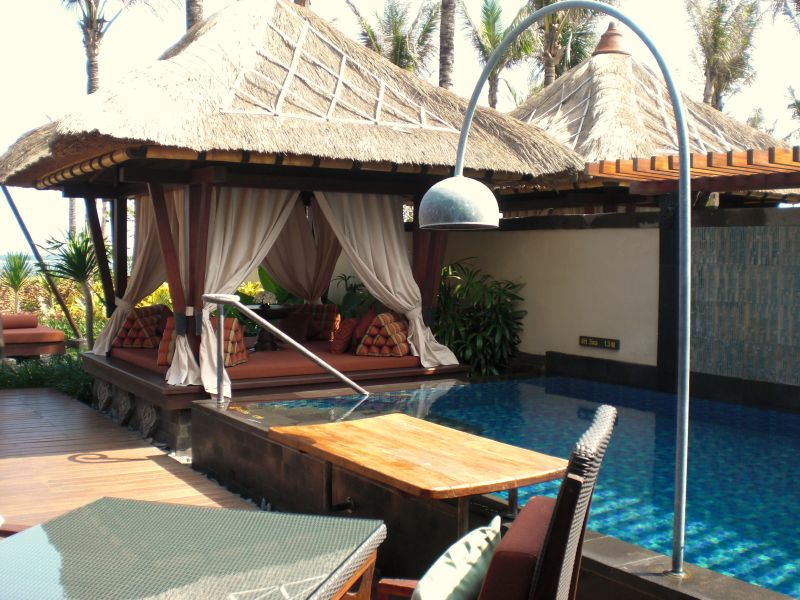
Villa turística de estilo balinés en Bali.

La arquitectura balinesa es una arquitectura popular tradicional del pueblo balinés que habita en la isla volcánica de Bali, Indonesia. La arquitectura balinesa tiene una tradición arquitectónica centenaria, influenciada por la cultura balinesa desarrollada a partir de influencias hindúes a través de la antigua cultura javanesa como intermediaria, así como elementos prehindúes de la arquitectura balinesa nativa.
Hoy en día, el estilo balinés contemporáneo es conocido por haber alcanzado ser una de las referencias de Arquitectura tropical asiática más popular, debido en gran parte al crecimiento de la industria del turismo en Bali que ha creado una demanda de casas, cabañas, villas y hoteles de estilo local balinés. La arquitectura balinesa contemporánea combina los principios estéticos tradicionales, la abundancia de materiales naturales de la isla, la tendencia artística y la artesanía de su gente, así como las influencias de la arquitectura internacional, unidas a las nuevas técnicas y tendencias.

## Materiales

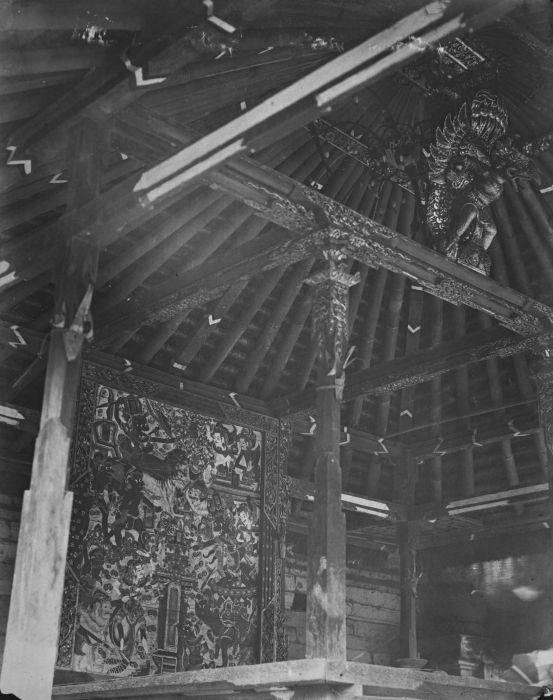
Interior con una barba pintada que representa un episodio de una epopeya hindú.

Las construcciones tradicionales balinesas buscan estar en armonía con el entorno. Las casas balinesas tradicionales están construidas casi en su totalidad con materiales orgánicos. Utilizan materiales naturales como tejados de paja, cañas de bambú, bambú tejido, madera de coco, madera de teca, ladrillo y piedra. El techo de paja generalmente usa ijuk (fibras negras de aren), hojas secas de coco o rumbia, o tejados de sirap (placas de madera dura dispuestas como tejas). Piedras y ladrillos rojos son utilizados generalmente como cimientos y paredes, mientras que la piedra arenisca y la andesita se suelen tallar para ornamentación.
Los balineses son conocidos por su maestría artística. Han desarrollado una sofisticada tradición escultórica que se manifiesta en una arquitectura rica en ornamentación y decoración de interiores. Los templos y palacios balineses están exquisitamente decorados con ricas ornamentaciones, tanto talladas en madera como en piedra, que suelen representar motivos florales. Las esculturas balinesas a menudo servían como representaciones de guardianes de las puertas, como dos dvarapalas gemelos que flanqueaban las entradas. Las puertas en sí están ricamente decoradas con la cabeza de Kala, adornos florales y pináculos vajra o ratna. Otros tipos de esculturas que sirven de ornamentación, son las diosas o trombas marinas de dragones en lugares de baño.

## Filosofía

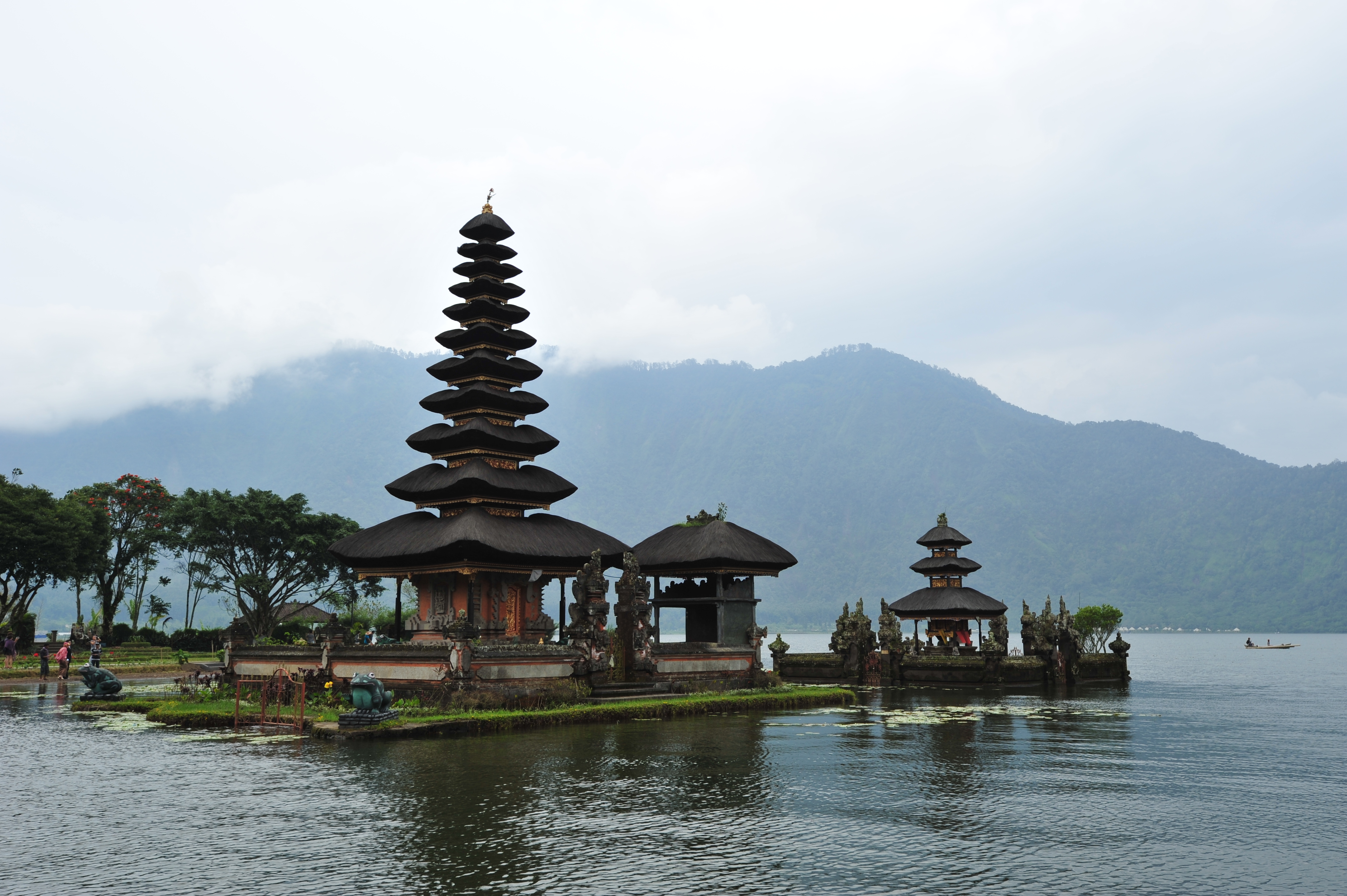
Pura Ulun Danu Bratan en armonía con el entorno del lago Bratan.

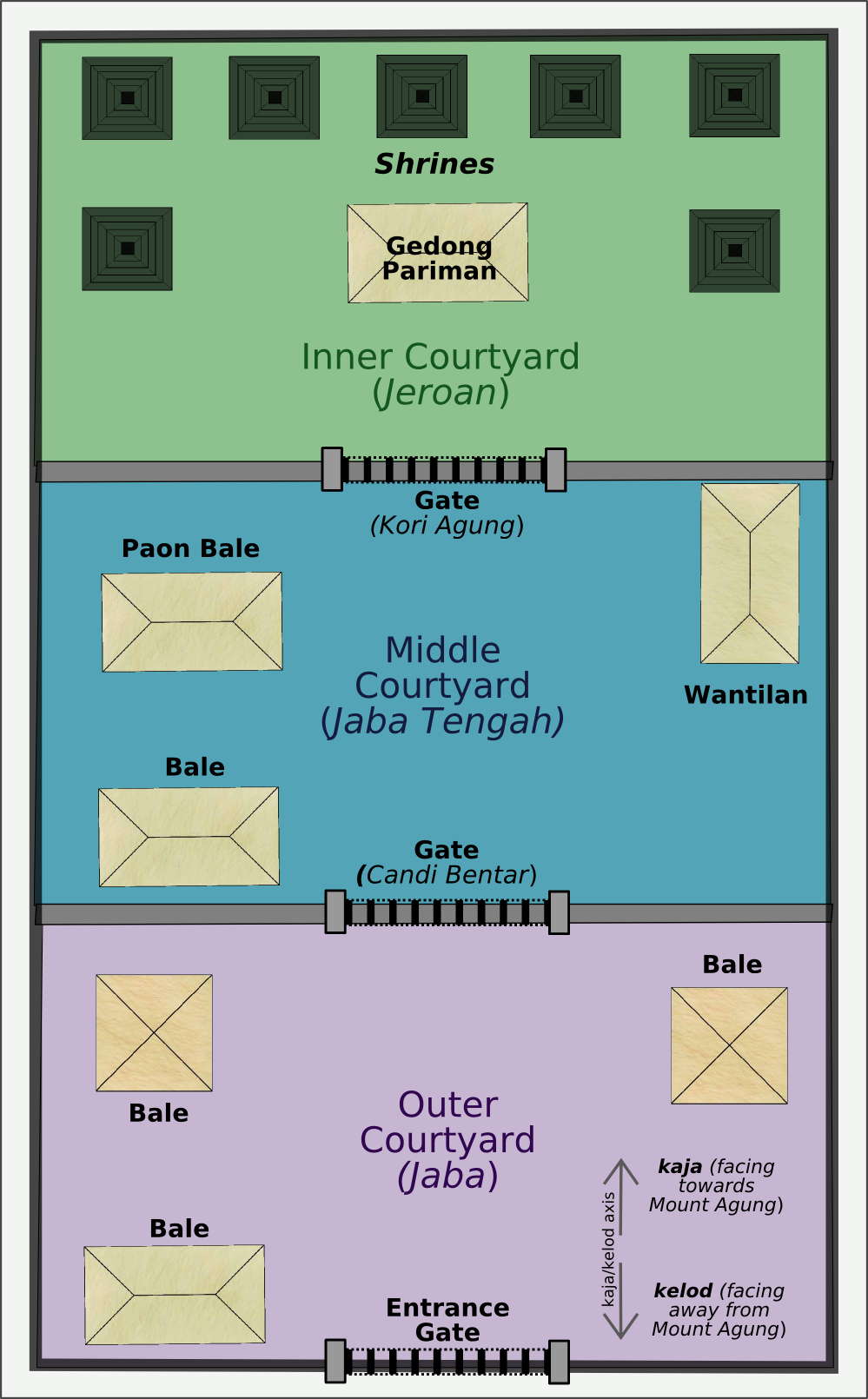
Disposición del templo balinés, dispuesto en tres zonas (mandalas).

La arquitectura balinesa se desarrolla a partir de las tradicionales formas de vida balinesas, su organización espacial, sus relaciones sociales basadas en la comunidad. También la filosofía y la espiritualidad influyeron en su diseño, principalmente debido a la observancia del hinduismo balinés. El tema común que ocurre a menudo en el diseño balinés son las divisiones tripartitas.
La arquitectura tradicional balinesa se adhiere a las estrictas y sagradas leyes de la construcción, lo que permite mucho espacio abierto y consta de un patio espacioso con muchos pabellones pequeños, rodeada por un muro para mantener alejados a los malos espíritus y la decoración con estatuas de guardianes.
La base filosófica y conceptual que subraya el desarrollo de la arquitectura tradicional balinesa incluye varios conceptos como:
- Tri Hita Karana: el concepto de armonía y equilibrio consta de tres elementos; atma (humano), angga (naturaleza) y jaya (dioses). Tri Hita Karana prescribe tres formas en que los seres humanos deben esforzarse por fomentar una relación armoniosa con los demás seres humanos, la naturaleza y Dios.
- Tri Mandala: las reglas de división espacial y zonificación. Tri Mandala es un concepto espacial que describe tres partes de reinos, desde Nista Mandala, el reino menos sagrado externo y mundano inferior, Madya Mandala, el reino medio intermedio, hasta Utama Mandala, el reino sagrado más importante interior y superior.
- Sanga Mandalatambién las reglas de división espacial y zonificación. El Sanga Mandala es el concepto espacial relacionado con las direcciones, que dividen un área en nueve partes según ocho direcciones cardinales principales y centrales (cenit). Estas nueve direcciones cardinales están conectadas con el concepto hindú de "guardianes de las direcciones", Dewata Nawa Sanga o nueve dioses guardianes de las direcciones que aparecen en el emblema mayapajit del Surya Mayapajit. Son: centro: Shiva, este: Isvara, oeste: Mahadeva, norte: Vishnu, sur: Brahma, noreste: Sambhu, noroeste: Sangkara, sudeste: Mahesora y sudoeste: Rudra.
- Tri Angga: la concepción de la jerarquía desde el microcosmos, el reino medio y el macrocosmos. También está conectado con el siguiente concepto del Tri loka.[2]
- Tri Loka: también la concepción de jerarquía entre tres reinos bhur (sánscrito: bhurloka), reino inferior de animales y demonios, bhuwah (sánscrito: bhuvarloka) reino medio de humanos y swah (sánscrito: svarloka) reino superior de dioses y deidades.
- Asta Kosala Kosali: las ocho directrices para diseños arquitectónicos, que incluyen las formas de niyasa (símbolos) en pelinggih (santuario), pepalih (etapas), sus unidades de medida, formas y tamaño, también dictan las decoraciones apropiadas.
- Arga Segara o Kaja Kelod: el eje sagrado entre arga o kaja (montaña) y segara o kelod (mar). La región montañosa está considerada como parahyangan, la morada del hyang o de las divinidades, la llanura intermedia entre lo que son el reino de los humanos y el mar, como el reino de los monstruos marinos y los demonios.

Además del dominio artístico y técnico, todos los arquitectos balineses (balinés: Undagi) deben dominar estos conceptos filosóficos balineses relacionados con la forma, la arquitectura y la organización espacial.

## Arquitectura religiosa

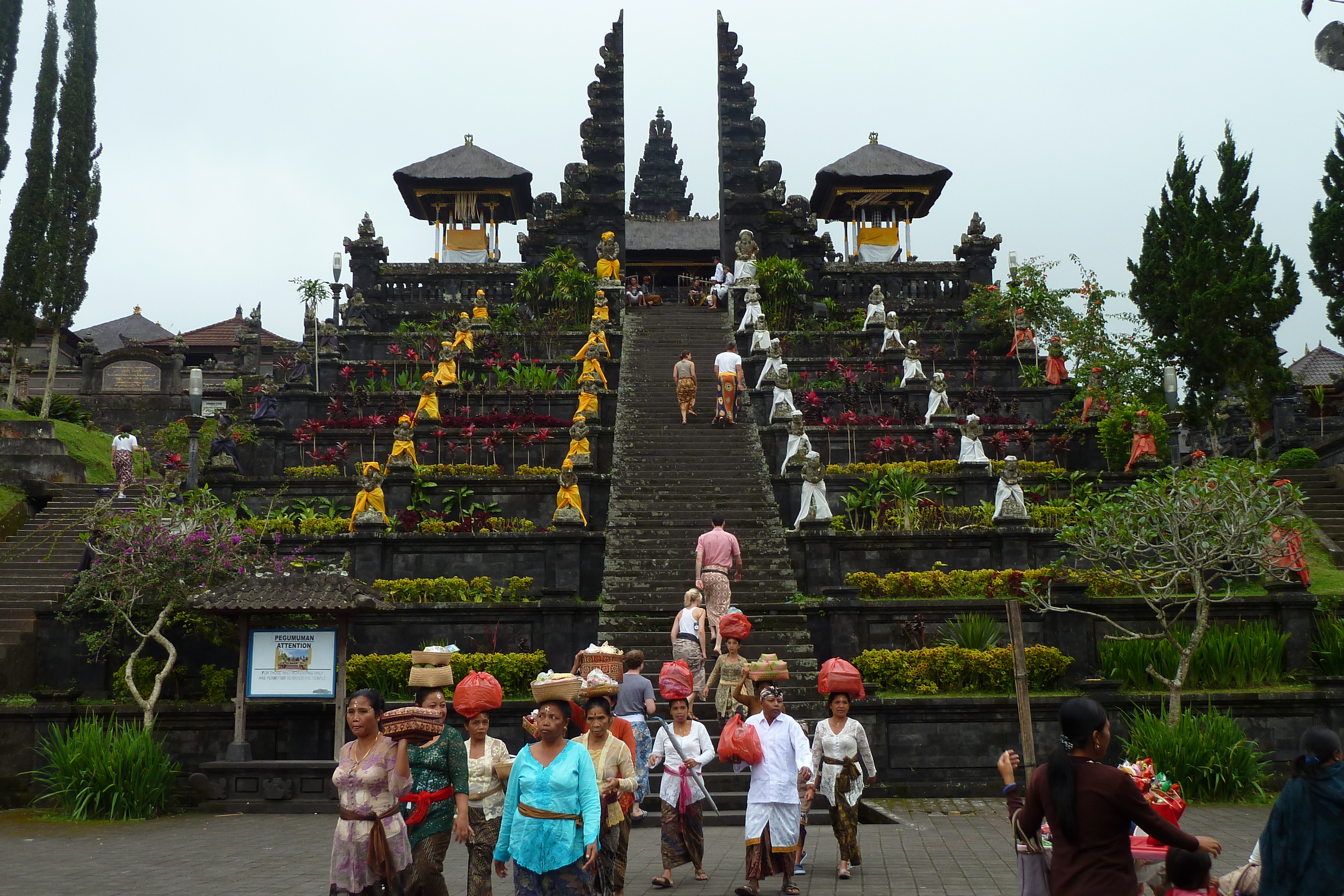
Templo madre de Besakih.

El templo balinés o pura (sánscrito para: 'ciudad amurallada') está diseñado como un lugar de culto al aire libre dentro de muros cerrados, conectado con una serie de puertas intrincadamente decoradas entre sus recintos. Este recinto amurallado contiene varios santuarios, meru (torres) y bale (pabellones). El diseño, el plan y la distribución del pura siguen el concepto Tri Mandala de asignación de espacio balinés. Las tres zonas de mandala son Nista Mandala (jaba pisan), la zona exterior; Madya Mandala (jaba tengah), la zona media y Utama Mandala (jero), la zona más sagrada y sagrada.
El templo balinés generalmente contiene un padmasana, el imponente trono de loto de la divinidad suprema, Acintya (Sang Hyang Widhi Wasa en balinés moderno), el pelinggih meru (una torre con múltiples tejados similar en diseño a la pagoda nepalí o japonesa) y varios pabellones, incluidos el bale pawedan (pabellón de cantos Védicos), el bale piyasan, el bale pepelik (pabellón de ofrendas), el bale panggungan, el bale murda y el gedong penyimpenan (almacén de las reliquias del templo).

## Arquitectura doméstica

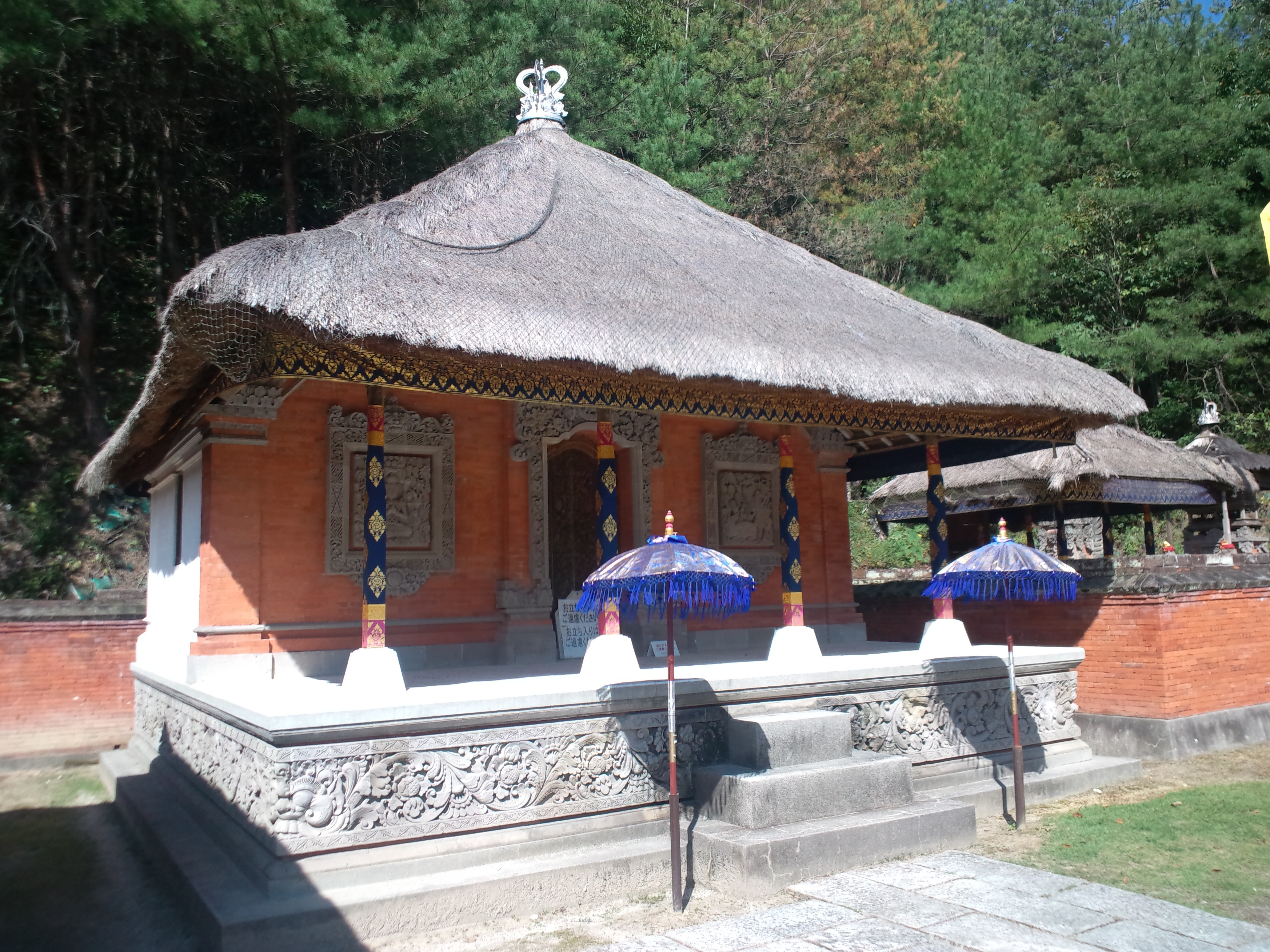
Pabellón balé (de dormir) en el recinto de una casa balinesa de alto nivel.

A diferencia de la arquitectura europea, las casas balinesas y los puri (palacios) no se crean como un extenso y único edificio, sino como una serie de estructuras dentro de un recinto vallado, cada una con funciones especiales; como el pabellón abierto al frente para recibir invitados, el dormitorio principal, otros dormitorios, pelinggihan o pemrajan, un pequeño santuario familiar, salas de estar y cocina. Las áreas de cocina y sala de estar, que albergan actividades  hogareñascotidianas, generalmente están separadas del santuario familiar. La mayoría de estos pabellones se crean en una arquitectura balé balinesa, una estructura de techo de paja con o sin paredes, similar al pendopo javanés. El recinto vallado está conectado con una serie de puertas. La arquitectura balinesa reconoce dos tipos de puertas, la puerta dividida candi bentar y la puerta techada paduraksa o kori.
En la arquitectura de los palacios balineses, su tamaño es más grande, la ornamentación más rica y está más elaboradamente decorada que las casas comunes balinesas. El balé gede es un pabellón que descansa sobre 12 columnas, donde duerme el varón mayor de la familia, mientras que el wantilan es un edificio público rectangular sin paredes, donde la gente se reúne o se celebran peleas de gallos. El bale kulkul es una estructura elevada, rematada con un pequeño pabellón donde se coloca el kulkul (tambor de hendidura balinés). El kulkul sonaría como alarma durante una emergencia en el pueblo, la ciudad o el palacio, o como una señal para congregar a los habitantes. En los pueblos balineses existe un bale banjar, un edificio público comunitario donde se congregan los del lugar.

## Arquitectura del paisaje

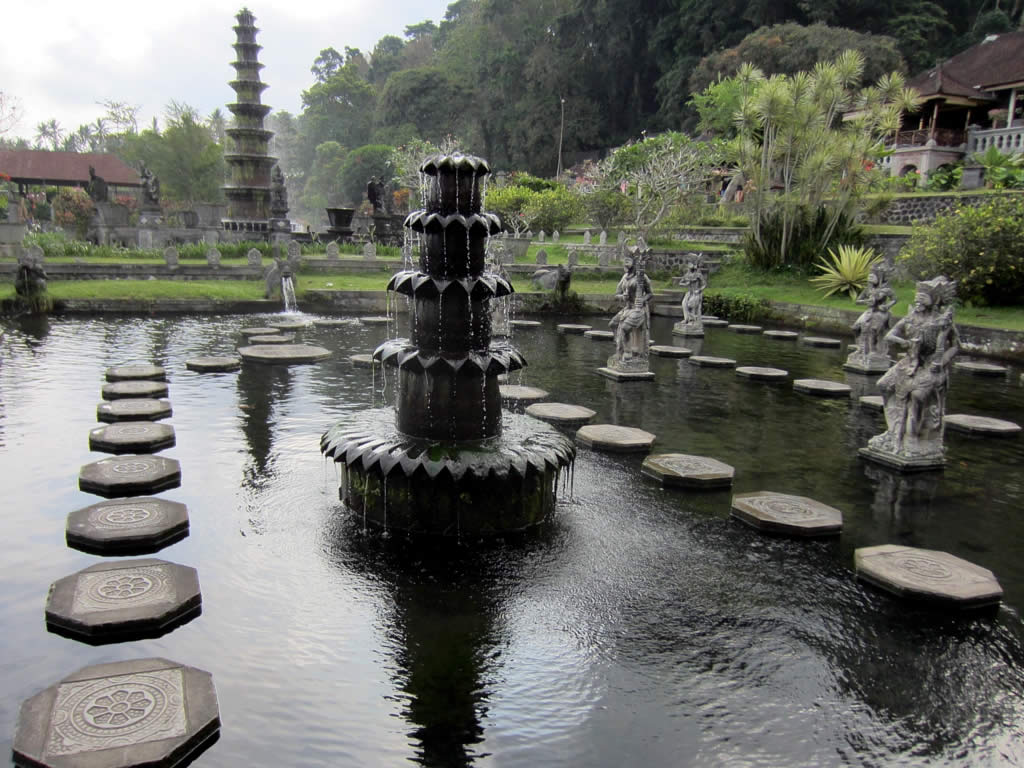
Jardín acuático de Tirta Gangga.

Los jardines balineses generalmente se diseñan en un estilo tropical natural, con plantas decorativas tropicales en armonía con el medio ambiente. El jardín generalmente se establece de acuerdo con la topografía natural y apenas se altera su estado natural. Sin embargo, algunos jardines acuáticos tienen un diseño formal, con estanques y fuentes, como el jardín acuático de Taman Ayun o el de Tirta Gangga. Bale kambang, que literalmente significa 'pabellón flotante', es un pabellón rodeado de estanques que suelen estar llenos de nenúfares. Petirtaan es un lugar de baño, que consta de una serie de estanques y fuentes que se utilizan tanto para la recreación como para el baño ritual de purificación. Por ejemplo, existen estructuras de baño petirtaan tanto en Goa Gajah como en Tirta Empul.

## Arquitectura moderna balinesa
La prominencia de Bali como popular centro turístico insular con gran importancia cultural ha estimulado la demanda de una arquitectura balinesa moderna aplicada a edificios relacionados con el turismo. De esta forma, hoteles, villas, cabañas, restaurantes, tiendas, museos y aeropuertos han incorporado temas, estilo y diseño balineses en su arquitectura.